# Mahō no Princess Minky Momo
Mahō no Princess Minky Momo (jap. 魔法のプリンセス　ミンキーモモ) ist eine Anime-Fernsehserie aus dem Jahr 1982. Die Magical-Girl-Serie wurde in mehreren Original Video Animations und einer weiteren Fernsehproduktion fortgesetzt. Sie erzählt von einer Prinzessin, die aus einer anderen Welt auf die Erde entsandt wurde, um hier mit ihren magischen Kräften den Menschen zu helfen.

## Inhalt
Momo ist die Prinzessin des Landes Fenarinarsa, das „Land der Träume im Himmel“. Dort leben die Figuren aus Märchen und Sagen. Doch dieses Land gerät in Gefahr, von der Erde wegzutreiben, da die Menschen auf der Erde die Märchen vergessen. Daher schickt das Königspaar seine Tochter auf die Erde. Dort kommt sie bei einem jungen kinderlosen Paar unter, einem Tierarzt und einer Tierhändlerin, die sich schon lange ein Kind wünschen. Nach deren Ankunft scheint es den beiden durch die Magie, als wäre das Mädchen schon lange ihre Tochter gewesen. Momo wird von einem Hund, einem Affen und einem Vogel begleitet. Im alltäglichen Leben ist sie ein junger Teenager, doch um den Menschen mit ihren Hoffnungen und Träumen zu helfen, verwandelt sie sich in eine junge Erwachsene. Diese hat einen Beruf, der zur jeweiligen Situation passt und Momo beim jeweiligen Problem hilft. Immer, wenn Momo einen Menschen glücklich gemacht hat, erscheint in der Krone von Fenarinarsa ein Juwel. Sind zwölf Juwelen erschienen, ist das Land in die Nähe der Erde zurückgekehrt.
Am Ende der Serie verliert Momo ihre magischen Kräfte und stirbt bei einem Autounfall. Doch dann wacht sie auf und alles stellt sich als Traum heraus, in dem das Mädchen viele Lektionen lernte und nach dem sie ihre Leben als Mensch fortsetzt.

## Analyse
Die Hauptfigur und die Serie ist innerhalb des Genres Magical Girl dem „Sally-Typ“ zuzuordnen: eine magische Prinzessin eines fremden Reiches, das auf die Erde gesandt wird, um den Menschen zu helfen. Laut Patrick Drazen stellt die Serie eine Version der japanischen Geschichte Momotaro dar, in dem ein Junge von außerirdischen Eltern zur Erde geschickt wird, dort von einem Hund, einem Affen und einem Vogel begleitet wird und den Menschen hilft. Die Verwandlung der Figur Minky Momo in eine erwachsene Person steht für den Wunsch junger Mädchen, sich über ein „dafür bist du zu jung“ von Älteren hinwegzusetzen. Nach Akiko Sugawa-Shimada kann das eigentlich noch vorpubertäre Mädchen durch die Verwandlungen, das einzige was ihre Magie vermag, Sexualität und körperliche Fähigkeiten einer Erwachsenen erfahren. Doch am Ende der Geschichte verschwindet ihre Magie. Im Kontext der 1980er Jahre deutet Sugawa-Shimada dies so, dass die Transformationen dazu dienen, dass das Mädchen sich selbst ausdrücken und Selbstbestätigung finden kann, nicht um dauerhaft die Rolle einer erwachsenen Frau einzunehmen.
Neben dem eigentlichen Zielpublikum junger Mädchen fand die Serie auch viele Fans unter Männern im Studenten oder Arbeitsalter, de die Fanclubs der Serie dominierten. Patrick W. Galbraith sieht darin ein Beispiel für die in den 1980er Jahren weit verbreitete Lolicon-Fanszene. Auch andere Magical-Girl-Serien dieser Zeit entwickelten ähnliche Fandoms. Bei Minky Momo wurde dies, so Kumiko Saito, in der Produktion bereits bewusst berücksichtigt und die Serie dem Male gaze angepasst. Sato Toshihiko als Beteiligter an der Produktion bestreitet jedoch, dass je eine andere Zielgruppe als kleine Mädchen berücksichtigt wurde und dass die männlichen Fans für das Produktionsteam eine Überraschung waren. Neben Fanservice und Action wurde, so Saito, auch Bezug zu älteren Serien und Genreklischees hergestellt. Solche parodistischen Elemente waren nur für die Zuschauer verständlich, die das Genre schon aus ihrer Kindheit kannten. Auch Szenen, in denen die Verwandlungen in eine Erwachsene zu Enttäuschungen über das langweilige, mühsehlige Erwachsensein führen oder Momo mehr durch ihre Niedlichkeit als ihren Beruf die Situation rettet, richten sich mit ihrem Humor eher an ältere Rezipienten. Eine weitere Innovation für das Genre war die für damalige Verhältnisse lange Transformationsszene, in der einzelne Körperteile des zwischenzeitlich nackten Mädchens und deren Veränderung nacheinander gezeigt werden, wobei die Animation im Sinne der Limited Animation einfach und wiederverwertbar gehalten wurden. Solche Transformationszenen wurden ab da zu einem zentralen Element des Genres. Diese, den Körper in einzelne Teile zerlegende und betrachtende Szenen, sowie die umfangreiche Auswertung als Merchandise ordnet Kumiko Saito als einen offene Vermarktung des Fetischismus am Körper der Protagonistin. Zusammen mit der Nutzung der Verwertung im neu aufgekommenen Heimvideomarkt trug Minky Momo so auch dazu bei, Anime in wirtschaftlicher Hinsicht weiterzuentwickeln und das Genre wiederzubeleben.

## Produktion und Veröffentlichung
Die Serie wurde 1982 von Ashi Productions produziert. Es handelte sich um die erste Magical-Girl-Serie des Studios, die auf Initiative des Spielzeugherstellers Bandai entstand. Solche Sponsoren waren für Kinderserien damals üblich, in den kreativen Prozess mischte sich der Sponsor aber nicht ein, solange eine Serie mit einem verwertbaren Spielzeug in Form eines Zauberstabs für eine Transformation entstand. Die Transformation sollte also einen Fokus der Handlung bilden. Da die zunehmende Werktätigkeit auch von Frauen in Japan damals ein aktuelles gesellschaftliches Thema war, wollte sich das Produktionsteam sich dieses Themas annehmen, indem sie Momo in viele verschiedene Berufe schlüpfen ließen. Um Ideen für mögliche Berufe zu sammeln, wurden Kindergartenkindern nach deren Berufswünschen befragt. Zudem sollten sich die Geschichten nicht auf die Bekämpfung von Bösewichten konzentrieren, sondern darauf, dass Momo den Menschen bei ihren Sorgen und Problemen hilft. In späteren Folgen wendete man sich statt der Welt der Kinder stärker der Welt der Erwachsenen zu. Das Drehbuch schrieb Takeshi Shudo, Regie führte Kunihiko Yuyama. Am Charakterdesign arbeiteten Ayumi Hattori, Noa Misaki und Toyoo Ashida. Die künstlerische Leitung lag bei Torao Arai, für die Kameraführung war Takeshi Fukuda verantwortlich und für den Schnitt Shōzō Yamazaki und Toshio Henmi. Für den Ton war Fusanobu Fujiyama zuständig. Die Produzenten waren Hiroshi Katō, Masaru Umehara und Minoru Ohno.
Der Anime wurde vom 18. März 1982 bis zum 26. Mai 1983 von TV Tokyo in Japan ausgestrahlt. Bei seiner Ausstrahlung in Japan war die Serie zunächst wenig erfolgreich. Erst nach einem halben Jahr nahm die Zuschauerzahl und auch die Verkäufe der zur Serie angebotenen Spielzeuge zu, was den Anime vor einer Absetzung bewahrte. Die Fernsehserie wurde mehrfach im französischen, spanischen und italienischen Fernsehen ausgestrahlt und auch ins Arabische übersetzt. Eine englische Synchronfassung erschien als Gigi and the Fountain of Youth im Jahr 1987 auf VHS bei Celebrity Home Entertainment. Diese Version erschien 2015 auch auf Amazon Video. 2024 wurde der Anime von Crunchyroll per Streaming unter dem Titel Fairy Princess Minky Momo veröffentlicht, unter anderen auch mit deutschen Untertiteln.

### Synchronisation
| Rolle                   | japanischer Sprecher (Seiyū) |
| ----------------------- | ---------------------------- |
| Minky Momo              | Mami Koyama                  |
| Mama                    | Mika Doi                     |
| Papa                    | Rokuro Naya                  |
| Königin von Fenarinarsa | Emiko Tsukada                |
| König von Fenarinarsa   | Hiroshi Masuoka              |
| Mocha                   | Reiko Kitō                   |

### Musik
Der Vorspanntitel der Serie ist Love, Love, Minky Momo, für den Abspann verwendete man Minky suteki Doriminpa. Beide Lieder wurden von Mami Koyama gesungen.

## Fortsetzungen
Als erste Fortsetzung erschien am 3. August 1985 in Japan die OVA Mahō no Princess Minky Momo: Yume no Naka no Rondo. Bei dem 81-minütigen Film führte Hiroshi Watanabe Regie. Die OVA erschien 1987 auf Englisch auf VHS-Kassette.
1991 folgte mit Mahō no Princess Minky Momo: Yume o Dakishimete die zweite Anime-Fernsehserie mit 62 Folgen, die bei Nippon Television ausgestrahlt wurde.
Im Mai 1993 erschien in Japan eine weitere OVA mit 40 Minuten Laufzeit unter dem Titel Minky Momo in Yume ni Kakeru Hashi. Juni 1994 folgte das 30-minütige Minky Momo in Tabidachi no Eki von Regisseur Kunihiko Yuyama.
Im Februar 2009 gab Production Reed, wie Ashi Productions heute heißt, bekannt, dass man an einem neuen Minky-Momo-Projekt arbeite.